# Boukoula
Boukoula est une localité du Cameroun située dans le département du Mayo-Tsanaga et la Région de l'Extrême-Nord, dans les monts Mandara, à proximité de la frontière avec le Nigeria. Il fait partie de la commune de Bourrha.

## Population
En 1966-1967 Boukoula comptait 2 052 habitants, principalement Gude ou Peuls. Lors du recensement de 2005, 15 194 personnes y ont été dénombrées.

## Infrastructures
La localité dispose notamment d'un marché hebdomadaire le mardi et d'un marché d'arachide, d'établissements scolaires publics et d'un poste de douane.